# Паметник на Георги Бенковски (Копривщица)
Паметникът на Георги Бенковски (с пълно наименование: мемориален комплекс „Човекът, що даде фаталния знак“) се намира над родната къща на Георги Бенковски в града и е изработен по проект на скулптора Христо Танев и архитекта Петко Татаров. Високият 11 m паметник представя Бенковски на кон, стъпил на пет камъка, със сабя в дясната ръка. Камъните символизират близо петте века, в които българските земи са се намирали под османска власт. Върху тях са изписани думите от одата „Бенковски“ от „Епопея на забравените“ на Иван Вазов: „Ставайте, робове! Аз не ща ярем!“. Бенковски е представен на кон, за да бъде показано значението на неговата „Хвърковата чета“, а погледът му е насочен към Панагюрище, където е бил центърът на Четвърти революционен окръг. Паметникът е един от символите на град Копривщица. 

## Изграждане
Паметникът е създаден, след като на 29 юни 1971 г. Второто правителство на Тодор Живков постановява Копривщица да бъде превърната в национален исторически резерват и да започне да развива международен туризъм. За 100-годишнината от Априлското въстание в града са открити сто обекта, като паметникът на Бенковски е най-значимият от тях. Изграждането на монумента струва 340 000 лв. На откриването на паметника на 30 април 1976 г. присъства целият състав на Политбюро.
След постъпването на проекта на Христо Танев се взимат впредвид ескизите от дипломната му работа в Националната художествена академия на тема Монументална историческа пластика – Конна композиция „Георги Бенковски“. След дебати за местополжението на мемориалния комплекс е взето решение той да се изгради на скалите над родния дом на войводата. След проучване на труднодостъпния терен, траяло две години от специалисти на Главно управление на строителните войски (ГУСВ) и „Хидрострой инженеринг“. Изпълнението на плановете е възложено на ОбНС Копривщица с отговорник на строежа Петър Атанасов Геов (почетен гражданин на Копривщица 2010). Отговорността по изпълнението пада на тогавашния председател на Комитета за отдих и туризъм Иван Врачев. Подготовката на каменните блокове, служещи за основа на комплекса започва през лятото на 1975 и продължава до февруари 1976 г. Това става под ръководството на Атанас Нешов Юруков – стар копривщенски майстор-каменоделец. След укрепване на пътя и водостоците до избраното място, тежащите между десет и сто тона морени са закарани там, а предварителната им подготовка е възложена на брата на Христо, Сава Танев. На 3 март 1976 г. макета на паметника е одобрен. Този макет е разрязан на осем фрагмента, които са монтирани на мястото. След това са изградени и околните подстъпи и зелени пространства към „Човекът, що даде фаталния знак“.

## Реставрация
През 2016 г. скулпторът на паметника Христо Танев прави съобщение, че обектът се намира в застрашено състояние. По време на градежа поради неблагоприятни атмосферни условия връзките между отделните блокове, направени с метални скоби, вместо с разтопен метал са залети със смола. По тези причини и заради факта, че паметникът не е реставриран повече от четиридесет години, авторът му го счита за опасен. За емблемата на град Копривщица, която представлява конната скулптура на Бековски, е учредена дарителска кампания. Недостигащите във фонда ѝ средства са събрани само за три месеца, като е съобщено, че в началото на 2019 г. работата по спасяването на монумента ще бъде започната.

## Възпоменателен текст
| „ | Ставайте робове аз неща ярем. | “ |

| „ | Героят, юнакът с мисъл на челото, на подвига знаме, душа на делото, човекът, що даде фаталния знак и цял народ смело тикна с своя крак. | “ |